# Ruellia bolivarensis
Ruellia bolivarensis är en akantusväxtart som beskrevs av D.C. Wasshausen. Ruellia bolivarensis ingår i släktet Ruellia och familjen akantusväxter. Inga underarter finns listade i Catalogue of Life.